# Drunk Enough to Dance
Drunk Enough to Dance es el segundo álbum de Bowling for Soup con Jive Records y su cuarto álbum de estudio, publicado el 6 de agosto de 2002. Fue grabado en Tree Sound Studios y Sonica Recording en Atlanta, y Big Time Audio en Dallas, Texas.

## Lista de canciones
| N.º | Título                           | Escritor(es)          | Duración |  |
| 1.  | «I Don't Wanna Rock»             | Jaret Reddick         | 3:03     |  |
| 2.  | «Emily»                          | Reddick               | 3:30     |  |
| 3.  | «Girl All the Bad Guys Want» (*) | Reddick, Butch Walker | 3:17     |  |
| 4.  | «On and On (About You)»          | Reddick               | 3:10     |  |
| 5.  | «Surf Colorado»                  | Reddick               | 3:54     |  |
| 6.  | «Life After Lisa» (**)           | Reddick, Walker       | 3:08     |  |
| 7.  | «Where to Begin»                 | Reddick               | 5:19     |  |
| 8.  | «The Last Rock Show»             | Reddick               | 1:28     |  |
| 9.  | «Self-Centered»                  | Reddick               | 3:00     |  |
| 10. | «The Hard Way»                   | Reddick               | 3:09     |  |
| 11. | «Out the Window»                 | Reddick               | 3:20     |  |
| 12. | «Cold Shower Tuesdays»           | Reddick               | 3:35     |  |
| 13. | «Running from Your Dad»          | Reddick               | 3:37     |  |
| 14. | «Scaring Myself»                 | Reddick               | 3:31     |  |
| 15. | «She's Got a Boyfriend»          | Reddick               | 3:51     |  |
| 16. | «Greatest Day» (Bonus Track ***) | Reddick               | 3:19     |  |
| 17. | «[Blank]»                        |                       |          |  |
| 18. | «Belgium» (Acoustic)             | Reddick               | 4:45     |  |

Cada versión del álbum tiene un número de pistas que son de cinco a seis segundos de completo silencio, titulado "[Blank]", entre la última canción y "Bélgica". El número de pistas en blanco varía según la versión, pero "Bélgica" es la pista 28 en todas las versiones excepto en la edición japonesa, donde está en la pista 20 después de "Otras chicas". Hay un minuto de silencio entre ambas canciones.
| U.K. Edition |                                                                      |              |          |  |
| N.º          | Título                                                               | Escritor(es) | Duración |  |
| 17.          | «(Is the World) World Falling Apart» (también aparece en U.K. Promo) | Reddick      | 3:38     |  |

| Japanese Edition |                                                                                                  |              |          |  |
| N.º              | Título                                                                                           | Escritor(es) | Duración |  |
| 17.              | «Other Girls» (también aparece en el sencillo de RU y Australia de "Girl All the Bad Guys Want") |              | 3:45     |  |

| 2003 Re-Release |                                                                        |                                                      |          |  |
| N.º             | Título                                                                 | Escritor(es)                                         | Duración |  |
| 17.             | «Punk Rock 101» (Pista bonus especial *)                               | Reddick, Walker                                      | 3:08     |  |
| 18.             | «I Ran (So Far Away)» (Pista bonus extra especial ****)                | Mike Score, Ali Score, Frank Maudsley, Paul Reynolds | 2:34     |  |
| 19.             | «Star Song» (Ahora ésta es una pista bonus super extra especial *****) | Reddick, Walker                                      | 3:25     |  |